# 独乐县 (西汉)
独乐县，中国古县名。
西汉置独乐县，治所在今陕西省米脂县西北无定河西马湖峪，属上郡，为上郡二十三县之一。有盐官，东邻西河郡。东汉废。